# Анаргирос Китанос
Анаргирос или Аргириос Китанос (на гръцки: Ανάργυρος, Αργύριος Κιτάνος) е гръцки офицер и революционер, деец на Гръцката въоръжена пропаганда в Македония от началото на XX век.

## Биография
Роден е в 1882 година в Пловдив. Завършва медицина в Атина в 1906 година. Анаргирос Китанос става гръцки военен лекар. Като такъв се присъединява към гръцката пропаганда в Македония и действа като легален лекар в Мъглен, Гевгели и Воден.
Присъединява се към гръцкото движение след антигръцките вълнения в България, като първоначално иска да замине за Ениджевардарско, където да оказва медицинска помощ на андартското движение и става лекар в Съботско в 1906 година. Ламброс Коромилас решава обаче, че Китанос ще е по-полесен в Пелско, където да координира гръцката пропаганда. Китанос развива широка дейност в Съботско и околията, като предава много сведения на гръцкото консулство в Солун за движенията на турци и българи в района. След това се мести във Воден, където е близък съратник на Панайотис Пападзанетеас, с когото извършва много тайни убийства на видни българи във Воден и околните села. Във Воденско сътрудничи на андартските дейци Неокосмос Григориадис и воденския гръцки митрополит Стефан.
По време на Първата световна война служи на солунския фронт. След войната Китанос е член на гръцката военна мисия в България.